# Marang
Marang è una circoscrizione rurale (rural ward) della Tanzania situata nel distretto di Mbulu, regione del Manyara. Conta una popolazione di 7 377 abitanti (censimento 2012).